# Samsung Knox
Samsung Knox é uma estrutura de segurança e gerenciamento proprietária da empresa multinacional sul-coreana Samsung Electronics (SEC), pré-instalada na maioria dos dispositivos móveis da empresa, que tem o objetivo principal de fornecer às organizações um conjunto de ferramentas de segurança e gerenciamento dispositivos de trabalho, como telefones celulares de funcionários ou quiosques interativos; oferecendo mais controle granular sobre o perfil de trabalho padrão para gerenciar recursos encontrados apenas em dispositivos Samsung.
Os recursos do Knox se enquadram em três categorias: segurança de dados, gerenciabilidade de dispositivos e, capacidade de VPN. Também fornece serviços baseados na web para organizações gerenciarem seus dispositivos. Assim organizações podem personalizar seus dispositivos móveis configurando várias funções, incluindo aplicativos pré-carregados, configurações, animações de inicialização, telas iniciais e telas de bloqueio.
A partir de dezembro de 2020, as organizações podem usar câmeras específicas de dispositivos móveis Samsung como leitores de código de barras, usando os serviços Knox para capturar e analisar os dados.

## Visão geral
Samsung Knox fornece recursos de segurança de hardware e software que permitem que o conteúdo comercial e pessoal coexista no mesmo dispositivo. Knox integra serviços da web para auxiliar as organizações na gestão de frotas de dispositivos móveis, o que permite que os administradores de TI registrem novos dispositivos, identifiquem um sistema Unified Endpoint Management [en] (UEM), definam as regras organizacionais que regem o uso dos dispositivos e atualizem o firmware do dispositivo via OTA. Os desenvolvedores podem integrar esses recursos com seus aplicativos usando os SDKs e REST APIs do Knox.

### Serviços
Samsung Knox fornece os seguintes serviços baseados na web para organizações:
- Para gerenciar dispositivos móveis: Knox Suite, Knox Platform for Enterprise, Knox Mobile Enrollment, Knox Manage e Knox E-FOTA.[7]
- Para personalizar e reformular dispositivos: Knox Configure[9]
- Para capturar e analisar dados: Knox Capture,[10] Knox Peripheral Management,[11] Knox Asset Intelligence[12]

A maioria dos serviços são registrados e acessados por meio dos consoles da web Samsung Knox, com alguns acessados por meio do SDK Samsung Knox.

### Knox Capture
Knox Capture usa a câmera de um dispositivo móvel Samsung para capturar todos os principais simbologias de código de barras, como UPC, Code 39, EAN e QR. Por meio de um console da web, os administradores de TI podem gerenciar a entrada, formatação e saída dos dados do código de barras digitalizado e associar um aplicativo do dispositivo (por exemplo, um navegador da Internet para dados QR).

### Knox Asset Intelligence
Knox Asset Intelligence ajuda as organizações a melhorar o gerenciamento, a produtividade e o ciclo de vida dos dispositivos móveis. Por meio de um console da web, os administradores de TI podem monitorar o gerenciamento da bateria do dispositivo, insights sobre o uso do aplicativo, rastreamento abrangente do dispositivo e análises detalhadas do Wi-Fi.

## Contêiner de software
Quando o Samsung Knox estreou com o Galaxy S3 em 2013, ele incluía um recurso proprietário de contêiner que armazenava aplicativos e dados sensíveis à segurança dentro de um ambiente protegido de execução.